# Artem Selin
Artem Selin, född 21 maj 2002, är en tysk simmare.

## Karriär
Selin studerar vid University of Southern California och tävlar för deras idrottsförening USC Trojans.

### 2019
Vid junior-EM 2019 i Kazan tog Selin guld på 50 meter frisim samt guld tillsammans med Rafael Miroslaw, Maya Tobehn och Isabel Gose på 4×100 meter mixed frisim. Vid kortbane-EM 2019 i Glasgow slutade han på 10:e plats på 50 meter frisim. Selin var även en del av Tysklands kapplag som slutade på sjätte plats på 4×50 m mixed frisim, sjunde plats på 4×50 m frisim och åttonde plats på 4×50 m medley.

### 2024
Vid EM 2024 i Belgrad slutade Selin på 30:e plats på 50 meter ryggsim, 32:a plats på 50 meter fjärilsim och 62:a plats på 100 meter frisim. Selin tävlade för Tyskland vid olympiska sommarspelen 2024 i Paris, där han blev utslagen i försöksheatet på 50 meter frisim och slutade på totalt 38:e plats. Vid kortbane-VM 2024 i Budapest slutade Selin på 35:e plats på 50 meter frisim samt var en del av Tysklands kapplag som slutade på 11:e plats på 4×50 meter mixed frisim.